# Чемпионат мира по настольному теннису 2015
Чемпионат мира по настольному теннису 2015 года проходил с 26 апреля по 3 мая 2015 года в Сучжоу (Китай). В ходе чемпионата было разыграно пять комплектов медалей: в мужском и женском одиночных разрядах, в мужском и женском парных разрядах, а также в миксте.
В ЧМ-2015 участвовало 310 мужчин и 238 женщин, представляющих 100 национальных ассоциаций. По сравнению с предыдущими годами на ЧМ-2015 смягчены условия по формированию пар в парном и смешанном разрядах: на этом чемпионате было разрешено участие пар, составленных из игроков разных стран.

## Медалисты
| Разряд                   | Золото              | Серебро                       | Бронза                    |
| ------------------------ | ------------------- | ----------------------------- | ------------------------- |
| Мужской одиночный разряд | Ма Лун              | Фан Бо                        | Фань Чжэньдун             |
| Мужской одиночный разряд | Ма Лун              | Фан Бо                        | Чжан Цзикэ                |
| Женский одиночный разряд | Дин Нин             | Лю Шивэнь                     | Ли Сяося                  |
| Женский одиночный разряд | Дин Нин             | Лю Шивэнь                     | Му Цзы                    |
| Мужской парный разряд    | Сюй Синь Чжан Цзикэ | Фань Чжэньдун Чжоу Юй         | Коки Нива Кэнта Мацудайра |
| Мужской парный разряд    | Сюй Синь Чжан Цзикэ | Фань Чжэньдун Чжоу Юй         | Ли Сан Су Сео Хен Док     |
| Женский парный разряд    | Лю Шивэнь Чжу Юйлин | Ли Сяося Дин Нин              | Ли Циань Ли Цзе           |
| Женский парный разряд    | Лю Шивэнь Чжу Юйлин | Ли Сяося Дин Нин              | Фэн Тяньвэй Юй Мэнъюй     |
| Микст                    | Сюй Синь Ян Ха Юн   | Махару Ёсимура Касуми Исикава | Ким Хьок Бон Ким Ен       |
| Микст                    | Сюй Синь Ян Ха Юн   | Махару Ёсимура Касуми Исикава | Вон Чаньтхин Ду Хойкем    |

## Медальная таблица
| Место | Страна           | Золото | Серебро | Бронза | Всего |
| ----- | ---------------- | ------ | ------- | ------ | ----- |
| 1     | Китай            | 4.5    | 4       | 4      | 12.5  |
| 2     | Республика Корея | 0.5    | 0       | 1      | 1.5   |
| 3     | Япония           | 0      | 1       | 1      | 2     |
| 4     | Гонконг          | 0      | 0       | 1      | 1     |
| 4     | КНДР             | 0      | 0       | 1      | 1     |
| 4     | Сингапур         | 0      | 0       | 1      | 1     |
| 7     | Нидерланды       | 0      | 0       | 0.5    | 0.5   |
| 7     | Польша           | 0      | 0       | 0.5    | 0.5   |
| Всего | Всего            | 5      | 5       | 10     | 20    |